# Indiskt fotblad
Indiskt fotblad (Podophyllum hexandrum) är en berberisväxtart som beskrevs av John Forbes Royle. Enligt Catalogue of Life ingår Indiskt fotblad i släktet fotblad och familjen berberisväxter, men enligt Dyntaxa är tillhörigheten istället släktet fotblad och familjen berberisväxter. Arten förekommer tillfälligt i Sverige, men reproducerar sig inte.

## Underarter
Arten delas in i följande underarter:
- P. h. axillare
- P. h. chinense
- P. h. jaeschkei
- P. h. sikkimense

## Bildgalleri

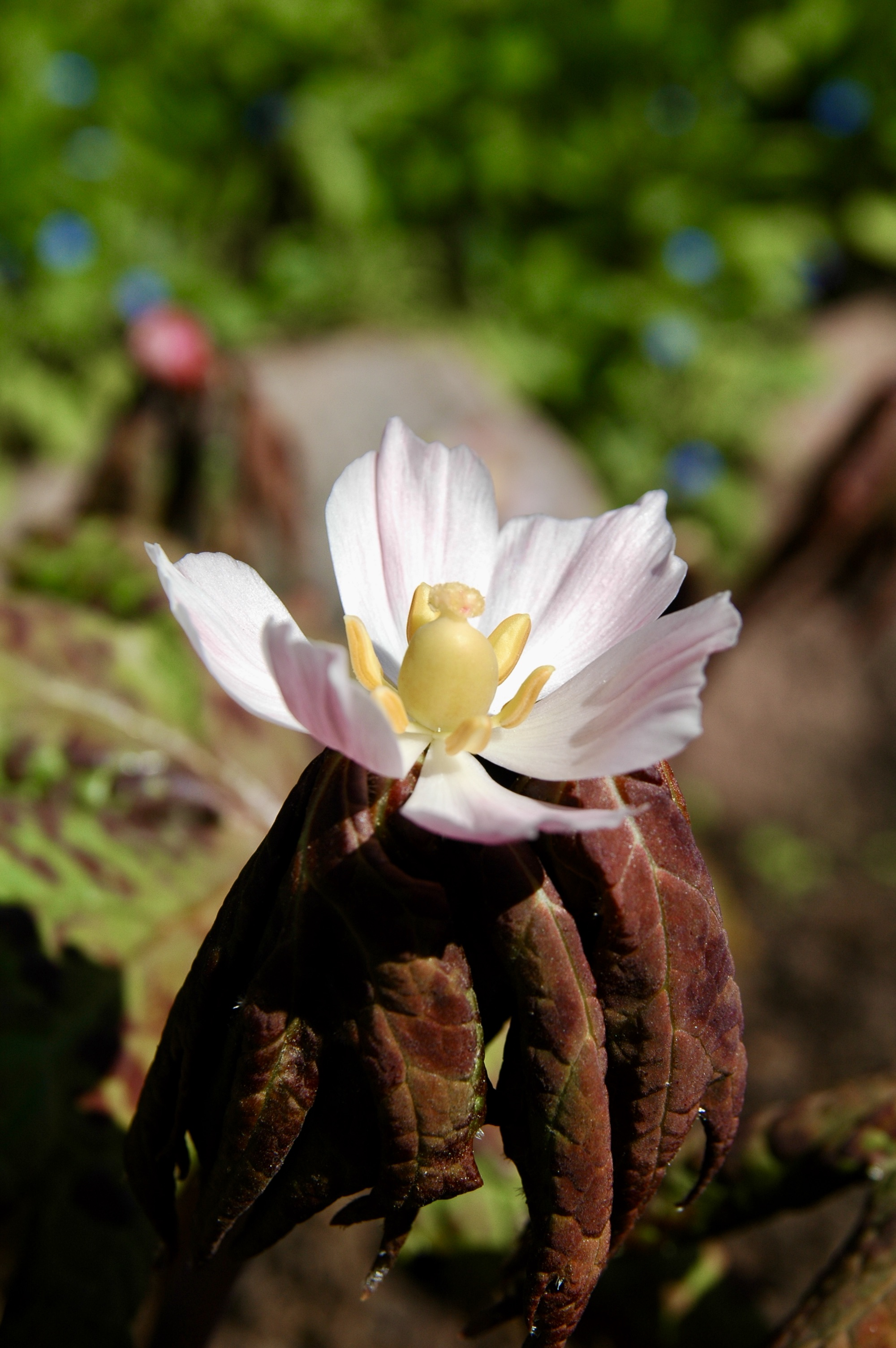
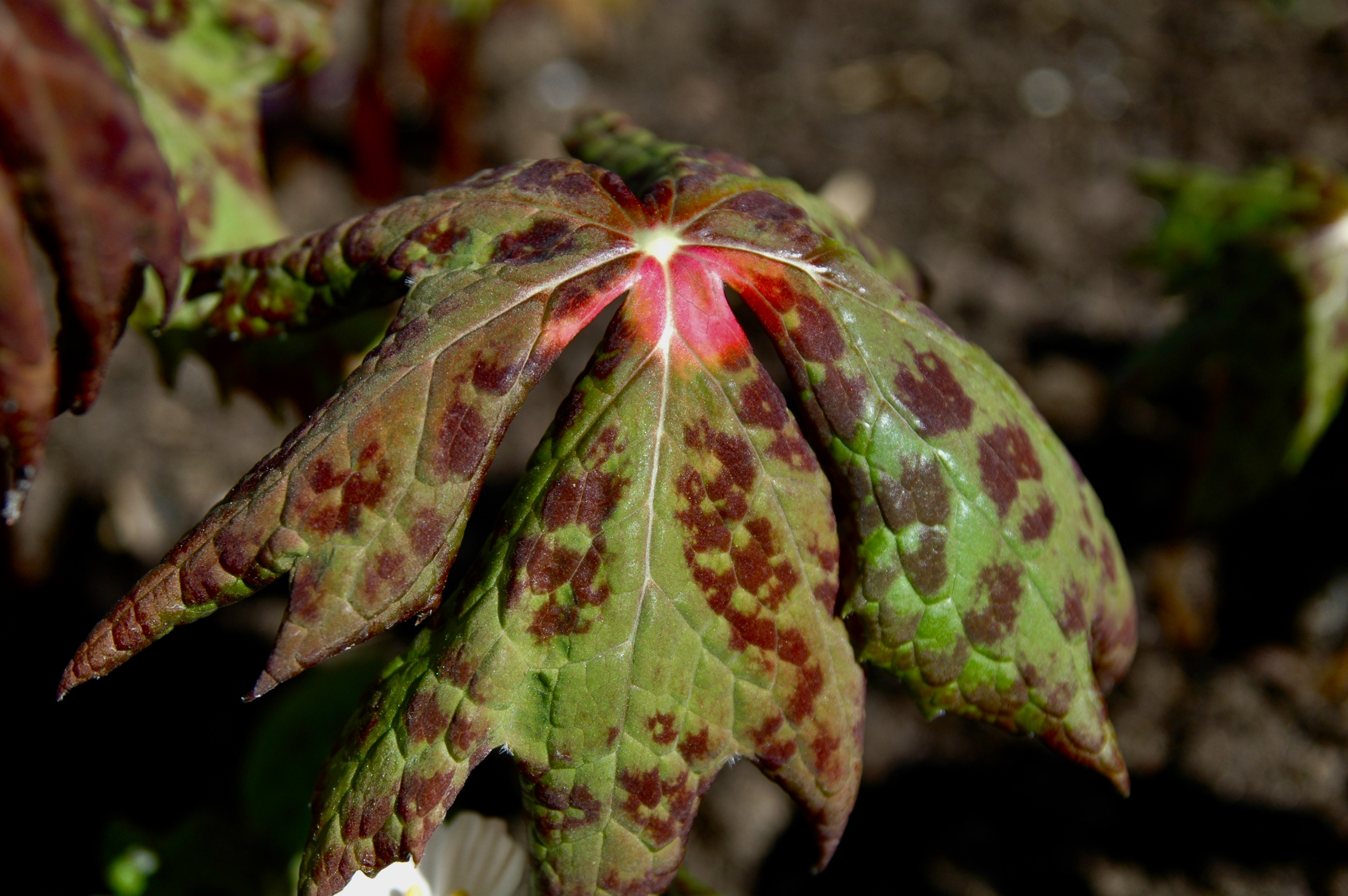
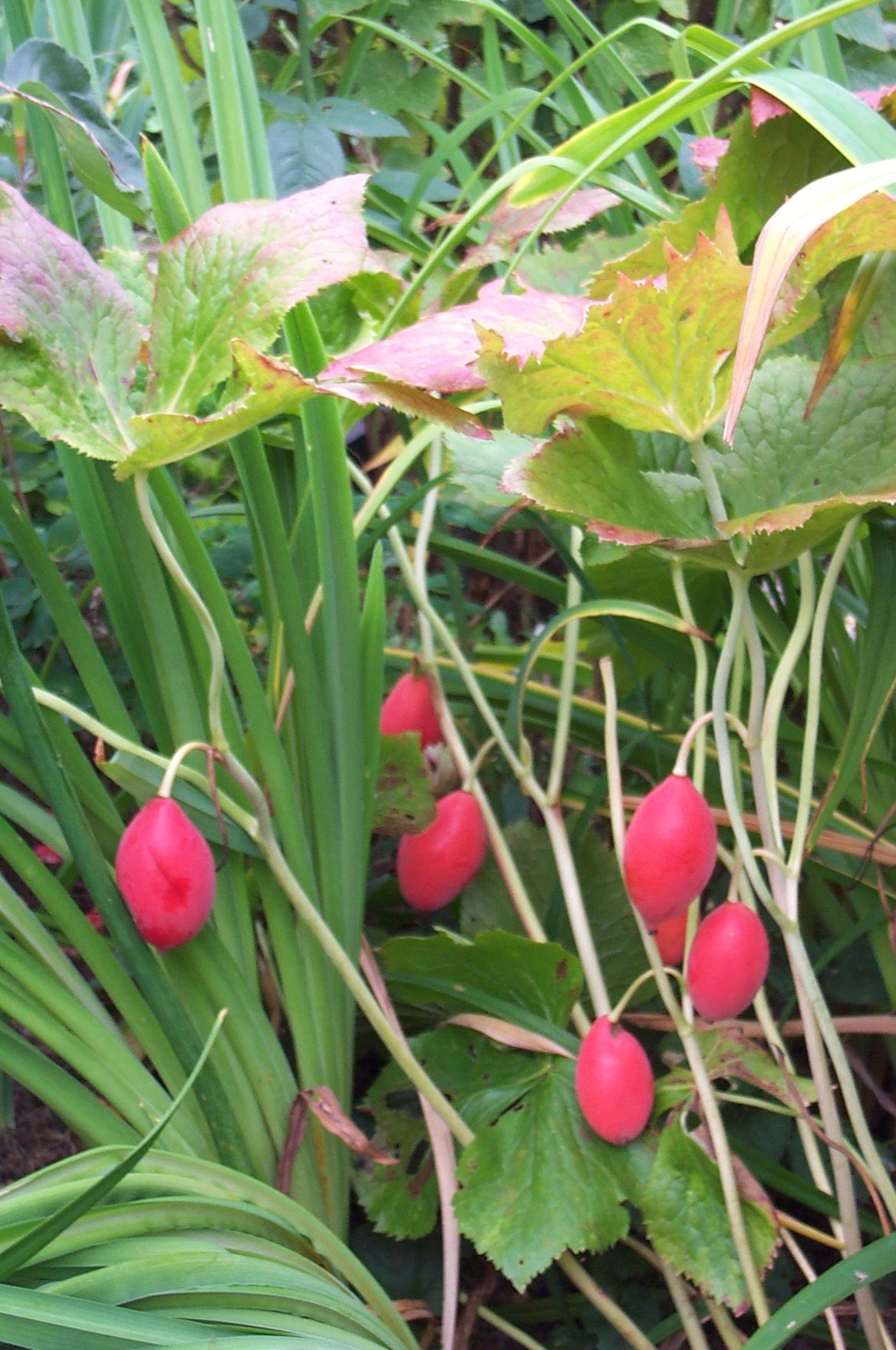
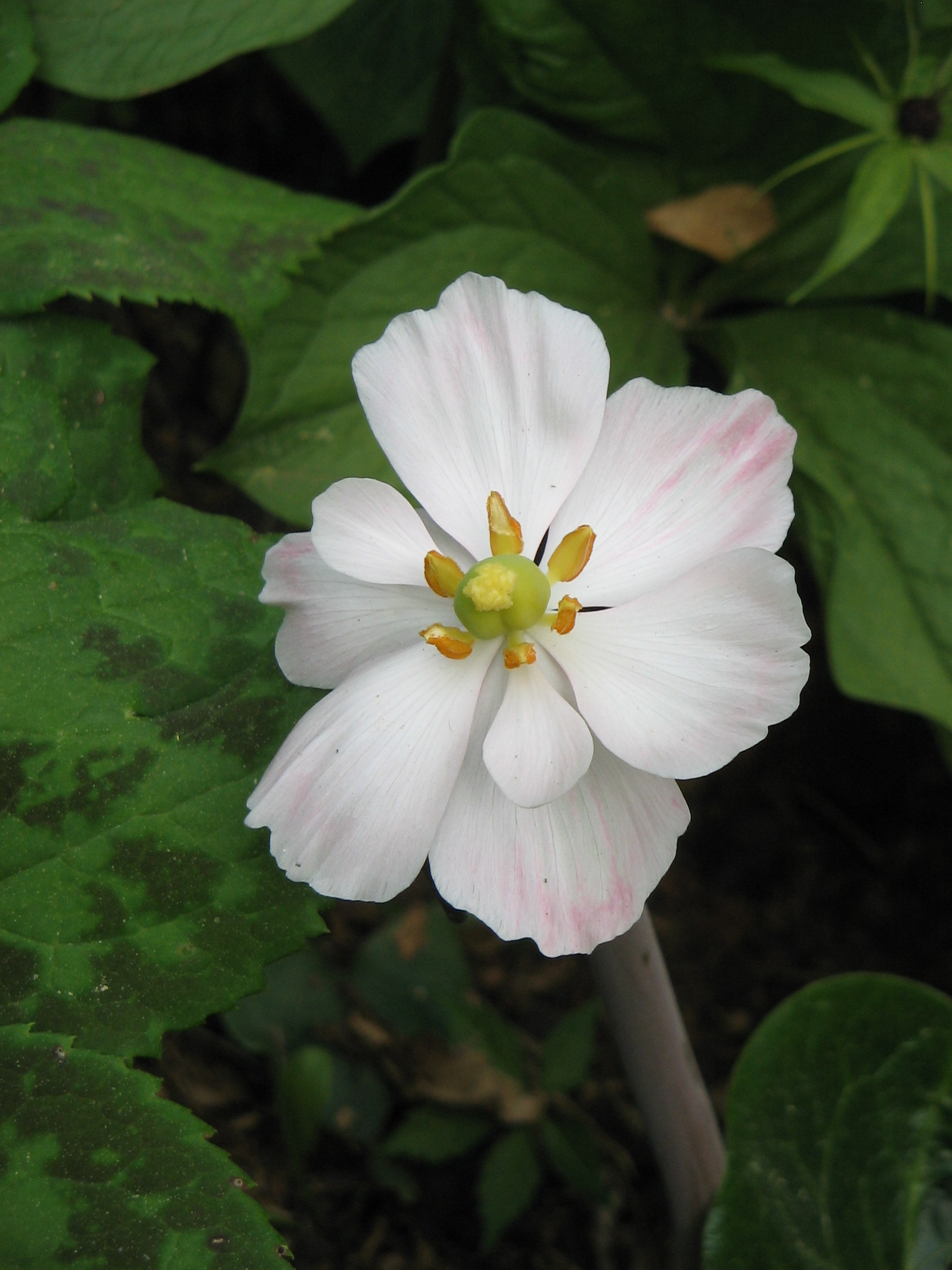